# 인슐라두더지
인슐라두더지(Mogera insularis)는 두더지과에 속하는 포유류의 일종이다. 중국과 타이완에서 발견된다. 대만장님두더지(Formosan blind mole)로도 알려져 있고, 1863년 로버트 스윈호(Robert Swinhoe)가 처음 기재했다.